# Nigori
Nigorizake (濁り酒, にごりざけ), doburoku (濁酒, どぶろく) ou apenas nigori é um vinho de arroz japonês. É também, mais concretamente, um tipo de saquê. 

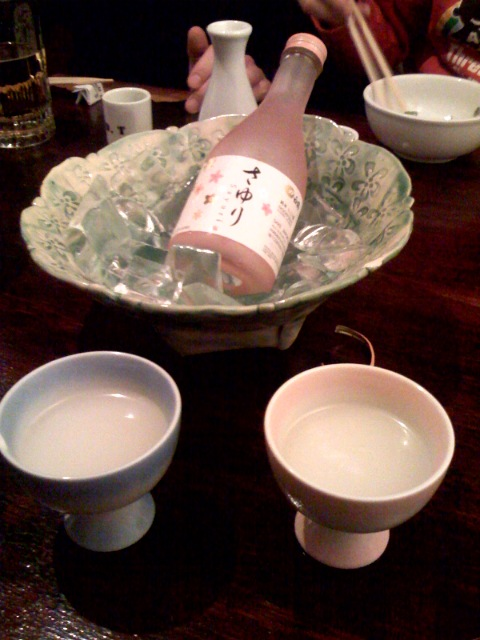
Garrafa e taças de saquê nigori

O seu nome pode traduzir-se de certa forma como nebuloso, dado o seu aspecto branco e turvo, semelhante a nevoeiro. O saquê normal é na maior parte dos casos filtrado de forma a serem removidos os pedaços de grãos que permanecem após o processo de fermentação. Ao contrário deste, o nigori não é filtrado, obtendo-se uma bebida de aspecto mais turvo.
O nigori é normalmente o mais doce dos saquês, com um cheiro frutado e um sabor suave, que o tornam uma bebida adequada para acompanhar pratos condimentados ou para ser consumida como digestivo. Antes de servir, a garrafa deve ser agitada para que os sedimentos se misturem bem com o saquê, de forma a se obterem a gama completa de sabor e o seu aspecto característico. 
Deve ser servido bem frio e colocado num balde de gelo, para manter a temperatura enquanto não é servido novamente. Tal como acontece na generalidade dos saquês, após a abertura, a garrafa deve ser consumida na totalidade, dado que uma vez aberta a bebida começa a oxidar, alterando-se o seu sabor.